# Knodsenburg

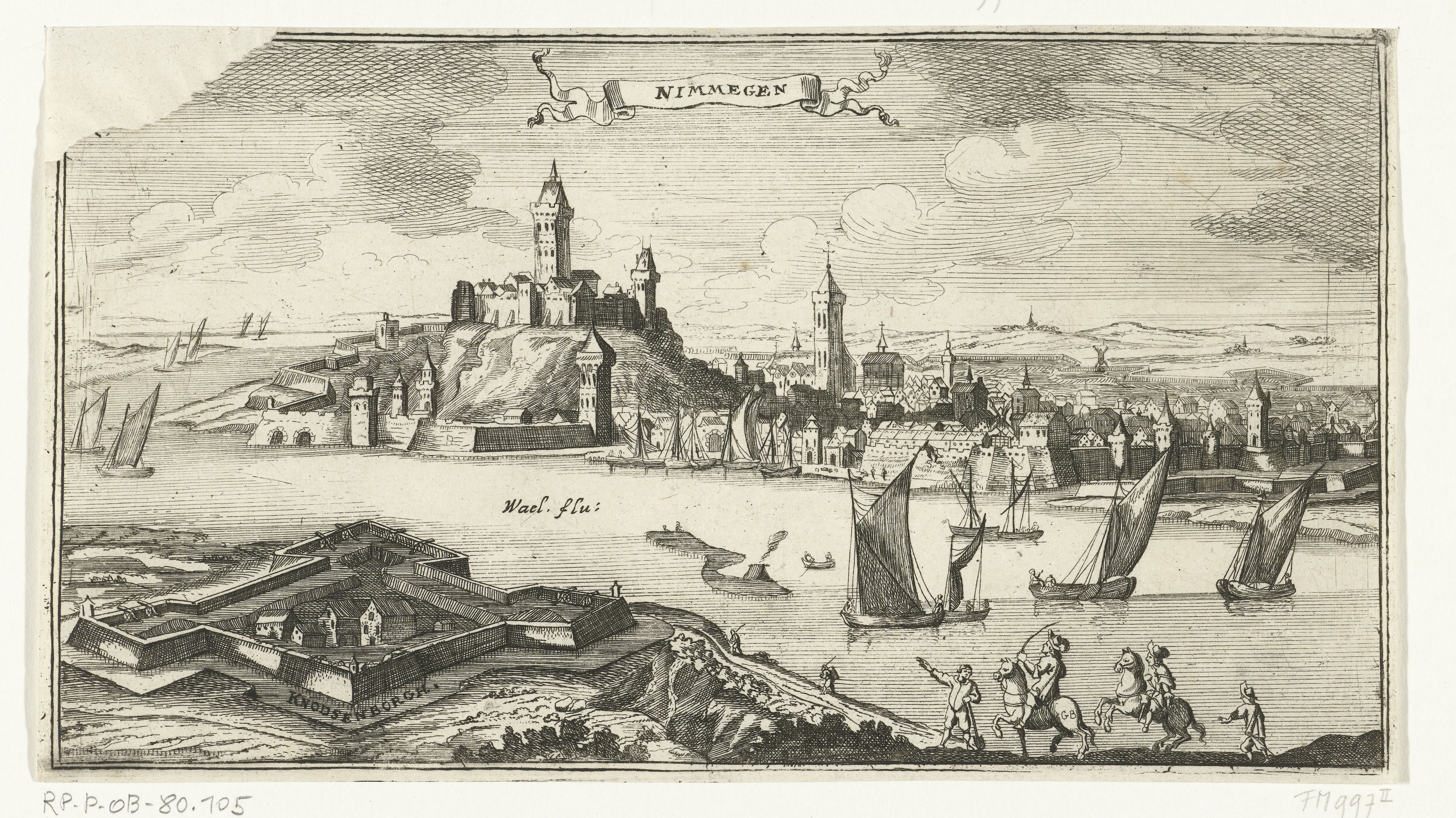
Gezicht op Nijmegen en het fort Knodsenburg Nimmegen, 1590

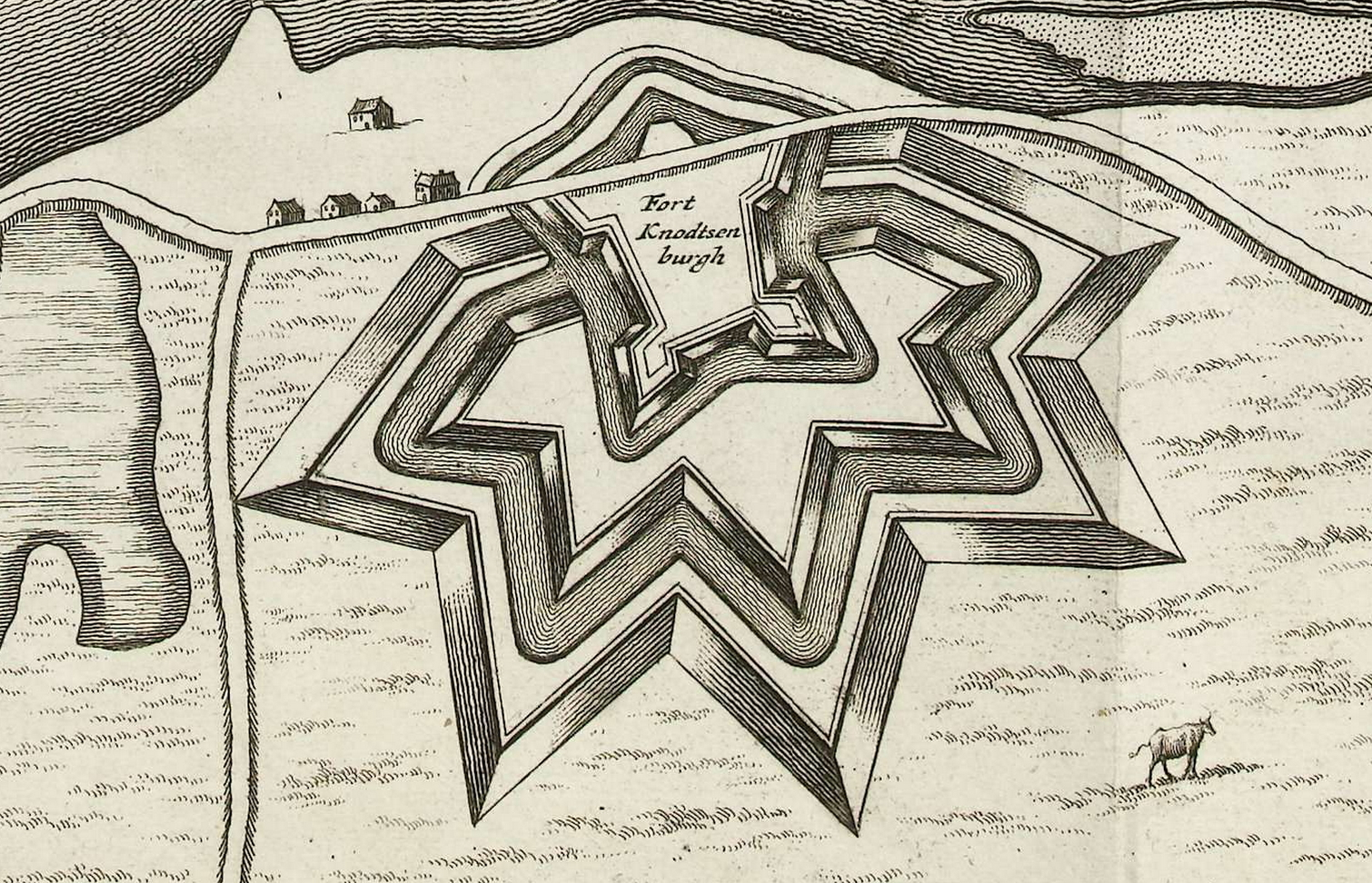
Het fort Knodtsenburgh aan de Waal omstreeks 1702. Detail van een kaart van Nijmegen.

Knodsenburg is een voormalig fort aan de noordoever van de Waal bij Lent en Nijmegen. De schans speelde een belangrijke rol tijdens de Tachtigjarige Oorlog.

## Geschiedenis
De schans werd aanvankelijk, als traditionele schans met vier bastions en een gracht, opgeworpen door de Staatsen in 1585. Zij wilden vanaf de overkant van de Waal de stad Nijmegen belegeren. De Spaansen deden een uitval en verjoegen de Staatsen, waarna ze beschikten over een strategische plek waarmee ze het oostelijke rivierengebied konden beheersen. Zij hebben de schans later ontmanteld.
Na de herovering in 1590 liet Maurits van Oranje de schans versterken en uitbreiden tot fort, daarbij was aan de stadkant een soort redan gebouwd. Nu werd het fort als uitvalsbasis in gebruik genomen om Nijmegen in te nemen. In 1591 werd het fort belegerd door Alexander Farnese, hertog van Parma. Het werd toen fel verdedigd door Gerrit de Jong, voormalig bevelhebber van Lochem, tot zij door Hohenlo ontzet werden.  In de 17e eeuw werd het fort wederom verbeterd en kreeg het zijn stervorm met extra gracht. Het fort werd met een buitenwerk met daar omheen een glacis uitgebreid. In 1672 namen de Fransen het fort in en bestookten Nijmegen vanuit het fort met hun geschut. In 1674 is het fort buiten dienst gesteld. 
In de 19e eeuw raakte het fort in verval. Het werd in 1808 verkocht en uiteindelijk ontmanteld op de gracht na. De contouren zijn nog enigszins zichtbaar door bomenrijen en sloten. In verband met geplande werkzaamheden ten behoeve van het project "Ruimte voor de Waal Nijmegen" werden archeologische opgravingen uitgevoerd. Daarbij trof men overblijfselen van gesneuvelde soldaten aan, maar ook twee kanonslopen van gesprongen kanonnen.

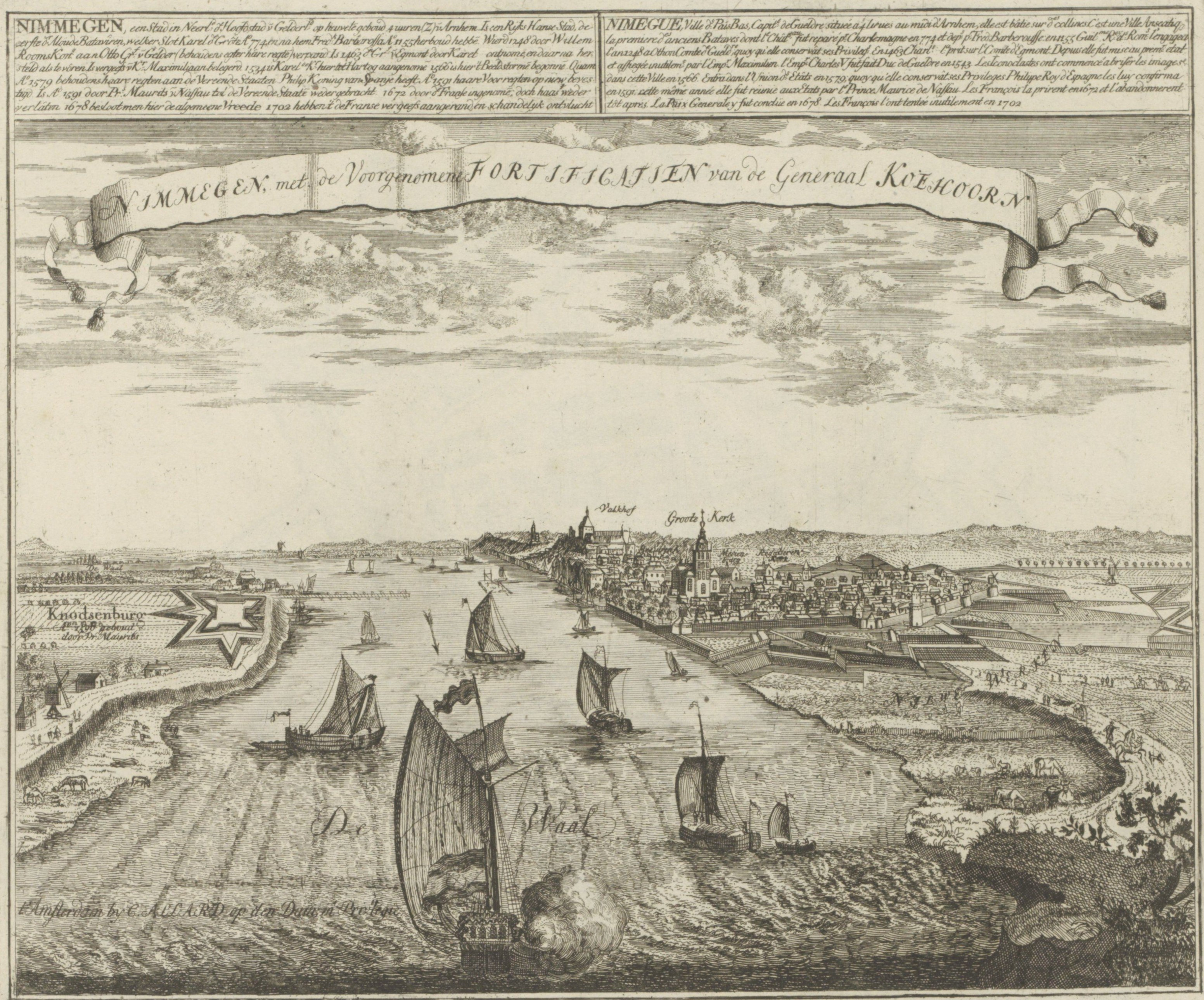
Anonieme kunstenaar: Nimmegen, met de voorgenomen fortificatien van de Generaal Koehoorn. Nijmegen met links Fort Knodsenburg, 1702 - 1733.

## Varia
- Knotsenburg is de naam van Nijmegen tijdens het carnaval; dit is een verwijzing naar het voormalige fort.